# Lista di asteroidi (444001-445000)
Di seguito una lista di asteroidi dal numero 444001 al 445000 con data di scoperta e scopritore.

## 444001-444100
| Nome     | Designazione provvisoria | Data di scoperta  | Scopritore           |
| -------- | ------------------------ | ----------------- | -------------------- |
| 444001 - | 2003 YN80                | 18 dicembre 2003  | LINEAR               |
| 444002 - | 2003 YG117               | 27 dicembre 2003  | LINEAR               |
| 444003 - | 2003 YY120               | 27 dicembre 2003  | LINEAR               |
| 444004 - | 2004 AS1                 | 13 gennaio 2004   | LINEAR               |
| 444005 - | 2004 BA65                | 22 gennaio 2004   | LINEAR               |
| 444006 - | 2004 BF91                | 24 gennaio 2004   | LINEAR               |
| 444007 - | 2004 BU99                | 18 gennaio 2004   | Spacewatch           |
| 444008 - | 2004 BE126               | 22 dicembre 2003  | Spacewatch           |
| 444009 - | 2004 BK144               | 19 gennaio 2004   | Spacewatch           |
| 444010 - | 2004 CO12                | 30 gennaio 2004   | Spacewatch           |
| 444011 - | 2004 CY27                | 12 febbraio 2004  | Spacewatch           |
| 444012 - | 2004 CB89                | 11 febbraio 2004  | Spacewatch           |
| 444013 - | 2004 DM8                 | 17 febbraio 2004  | Spacewatch           |
| 444014 - | 2004 DW11                | 17 febbraio 2004  | Spacewatch           |
| 444015 - | 2004 DH54                | 12 febbraio 2004  | Spacewatch           |
| 444016 - | 2004 EQ60                | 17 febbraio 2004  | CSS                  |
| 444017 - | 2004 EH92                | 15 marzo 2004     | Spacewatch           |
| 444018 - | 2004 EU95                | 15 marzo 2004     | Buie, M. W.          |
| 444019 - | 2004 FJ94                | 23 marzo 2004     | LINEAR               |
| 444020 - | 2004 FU94                | 23 febbraio 2004  | LINEAR               |
| 444021 - | 2004 FL131               | 22 marzo 2004     | LINEAR               |
| 444022 - | 2004 FP149               | 16 marzo 2004     | Spacewatch           |
| 444023 - | 2004 GH13                | 12 aprile 2004    | Siding Spring Survey |
| 444024 - | 2004 GD14                | 13 aprile 2004    | CSS                  |
| 444025 - | 2004 HJ79                | 26 aprile 2004    | Gladman, B.          |
| 444026 - | 2004 JC44                | 12 maggio 2004    | LONEOS               |
| 444027 - | 2004 KK14                | 23 maggio 2004    | LINEAR               |
| 444028 - | 2004 LB10                | 11 giugno 2004    | Spacewatch           |
| 444029 - | 2004 NJ11                | 11 luglio 2004    | LINEAR               |
| 444030 - | 2004 NT33                | 13 luglio 2004    | Palomar              |
| 444031 - | 2004 PQ16                | 7 agosto 2004     | Siding Spring Survey |
| 444032 - | 2004 PE26                | 8 agosto 2004     | LINEAR               |
| 444033 - | 2004 PE29                | 6 agosto 2004     | CINEOS               |
| 444034 - | 2004 PH29                | 7 agosto 2004     | NEAT                 |
| 444035 - | 2004 PL32                | 8 agosto 2004     | LINEAR               |
| 444036 - | 2004 PH45                | 7 agosto 2004     | NEAT                 |
| 444037 - | 2004 PG51                | 27 giugno 2004    | Siding Spring Survey |
| 444038 - | 2004 PC77                | 17 luglio 2004    | LINEAR               |
| 444039 - | 2004 PJ83                | 10 agosto 2004    | LINEAR               |
| 444040 - | 2004 PR111               | 11 agosto 2004    | NEAT                 |
| 444041 - | 2004 PF114               | 7 agosto 2004     | NEAT                 |
| 444042 - | 2004 PS114               | 12 agosto 2004    | NEAT                 |
| 444043 - | 2004 QR5                 | 17 agosto 2004    | LINEAR               |
| 444044 - | 2004 QR10                | 21 agosto 2004    | Siding Spring Survey |
| 444045 - | 2004 QY26                | 21 agosto 2004    | Siding Spring Survey |
| 444046 - | 2004 QX28                | 25 agosto 2004    | Spacewatch           |
| 444047 - | 2004 RD30                | 8 agosto 2004     | LONEOS               |
| 444048 - | 2004 RG42                | 7 settembre 2004  | Spacewatch           |
| 444049 - | 2004 RQ42                | 8 settembre 2004  | CINEOS               |
| 444050 - | 2004 RY43                | 8 settembre 2004  | LINEAR               |
| 444051 - | 2004 RP46                | 8 settembre 2004  | LINEAR               |
| 444052 - | 2004 RZ47                | 8 settembre 2004  | LINEAR               |
| 444053 - | 2004 RK75                | 8 settembre 2004  | LINEAR               |
| 444054 - | 2004 RC84                | 10 settembre 2004 | Spacewatch           |
| 444055 - | 2004 RU106               | 26 agosto 2004    | CSS                  |
| 444056 - | 2004 RG129               | 7 settembre 2004  | Spacewatch           |
| 444057 - | 2004 RH136               | 19 agosto 2004    | LINEAR               |
| 444058 - | 2004 RH150               | 9 settembre 2004  | LINEAR               |
| 444059 - | 2004 RO153               | 10 settembre 2004 | LINEAR               |
| 444060 - | 2004 RU162               | 11 settembre 2004 | LINEAR               |
| 444061 - | 2004 RK166               | 7 settembre 2004  | LINEAR               |
| 444062 - | 2004 RQ167               | 11 agosto 2004    | LINEAR               |
| 444063 - | 2004 RC179               | 10 settembre 2004 | LINEAR               |
| 444064 - | 2004 RN182               | 10 settembre 2004 | LINEAR               |
| 444065 - | 2004 RE184               | 10 settembre 2004 | LINEAR               |
| 444066 - | 2004 RX213               | 11 settembre 2004 | LINEAR               |
| 444067 - | 2004 RX218               | 11 settembre 2004 | LINEAR               |
| 444068 - | 2004 RE226               | 11 agosto 2004    | LINEAR               |
| 444069 - | 2004 RN228               | 9 settembre 2004  | Spacewatch           |
| 444070 - | 2004 RT241               | 10 settembre 2004 | Spacewatch           |
| 444071 - | 2004 RE256               | 7 settembre 2004  | LINEAR               |
| 444072 - | 2004 RX263               | 10 settembre 2004 | Spacewatch           |
| 444073 - | 2004 RY271               | 11 settembre 2004 | Spacewatch           |
| 444074 - | 2004 RJ282               | 15 settembre 2004 | Spacewatch           |
| 444075 - | 2004 RL296               | 11 settembre 2004 | Spacewatch           |
| 444076 - | 2004 RQ302               | 11 settembre 2004 | Spacewatch           |
| 444077 - | 2004 RX305               | 12 settembre 2004 | LINEAR               |
| 444078 - | 2004 RT313               | 15 settembre 2004 | Spacewatch           |
| 444079 - | 2004 RT315               | 15 settembre 2004 | Siding Spring Survey |
| 444080 - | 2004 RV335               | 15 settembre 2004 | Spacewatch           |
| 444081 - | 2004 SO3                 | 17 settembre 2004 | LINEAR               |
| 444082 - | 2004 SB21                | 21 settembre 2004 | LINEAR               |
| 444083 - | 2004 SY23                | 17 settembre 2004 | Spacewatch           |
| 444084 - | 2004 SC24                | 7 settembre 2004  | Spacewatch           |
| 444085 - | 2004 SU39                | 13 settembre 2004 | LONEOS               |
| 444086 - | 2004 SV46                | 18 settembre 2004 | LINEAR               |
| 444087 - | 2004 SY46                | 18 settembre 2004 | LINEAR               |
| 444088 - | 2004 SO51                | 19 agosto 2004    | Siding Spring Survey |
| 444089 - | 2004 SH58                | 9 settembre 2004  | LINEAR               |
| 444090 - | 2004 TW10                | 8 ottobre 2004    | LINEAR               |
| 444091 - | 2004 TG14                | 9 ottobre 2004    | LINEAR               |
| 444092 - | 2004 TX23                | 4 ottobre 2004    | Spacewatch           |
| 444093 - | 2004 TV25                | 4 ottobre 2004    | Spacewatch           |
| 444094 - | 2004 TA29                | 4 ottobre 2004    | Spacewatch           |
| 444095 - | 2004 TF33                | 22 settembre 2004 | Spacewatch           |
| 444096 - | 2004 TE34                | 4 ottobre 2004    | Spacewatch           |
| 444097 - | 2004 TY34                | 9 settembre 2004  | CINEOS               |
| 444098 - | 2004 TC36                | 4 ottobre 2004    | Spacewatch           |
| 444099 - | 2004 TG36                | 9 settembre 2004  | Spacewatch           |
| 444100 - | 2004 TQ40                | 10 settembre 2004 | Spacewatch           |

## 444101-444200
| Nome     | Designazione provvisoria | Data di scoperta  | Scopritore              |
| -------- | ------------------------ | ----------------- | ----------------------- |
| 444101 - | 2004 TY40                | 4 ottobre 2004    | Spacewatch              |
| 444102 - | 2004 TJ49                | 4 ottobre 2004    | Spacewatch              |
| 444103 - | 2004 TG51                | 4 ottobre 2004    | Spacewatch              |
| 444104 - | 2004 TZ56                | 5 ottobre 2004    | Spacewatch              |
| 444105 - | 2004 TR59                | 5 ottobre 2004    | Spacewatch              |
| 444106 - | 2004 TX68                | 5 ottobre 2004    | LONEOS                  |
| 444107 - | 2004 TF88                | 5 ottobre 2004    | Spacewatch              |
| 444108 - | 2004 TQ92                | 17 settembre 2004 | Spacewatch              |
| 444109 - | 2004 TF111               | 7 ottobre 2004    | Spacewatch              |
| 444110 - | 2004 TH112               | 7 ottobre 2004    | Spacewatch              |
| 444111 - | 2004 TP119               | 6 ottobre 2004    | NEAT                    |
| 444112 - | 2004 TR119               | 6 ottobre 2004    | NEAT                    |
| 444113 - | 2004 TX121               | 22 settembre 2004 | LINEAR                  |
| 444114 - | 2004 TT132               | 18 settembre 2004 | LINEAR                  |
| 444115 - | 2004 TM143               | 4 ottobre 2004    | Spacewatch              |
| 444116 - | 2004 TK151               | 10 settembre 2004 | Spacewatch              |
| 444117 - | 2004 TX156               | 6 ottobre 2004    | Spacewatch              |
| 444118 - | 2004 TE159               | 6 ottobre 2004    | Spacewatch              |
| 444119 - | 2004 TJ163               | 6 ottobre 2004    | Spacewatch              |
| 444120 - | 2004 TW178               | 7 ottobre 2004    | Spacewatch              |
| 444121 - | 2004 TO183               | 7 ottobre 2004    | Spacewatch              |
| 444122 - | 2004 TZ193               | 7 ottobre 2004    | Spacewatch              |
| 444123 - | 2004 TQ197               | 7 settembre 2004  | Spacewatch              |
| 444124 - | 2004 TD207               | 7 ottobre 2004    | Spacewatch              |
| 444125 - | 2004 TF212               | 8 ottobre 2004    | Spacewatch              |
| 444126 - | 2004 TT215               | 10 ottobre 2004   | Spacewatch              |
| 444127 - | 2004 TW234               | 8 ottobre 2004    | LINEAR                  |
| 444128 - | 2004 TY269               | 9 ottobre 2004    | Spacewatch              |
| 444129 - | 2004 TM272               | 9 ottobre 2004    | Spacewatch              |
| 444130 - | 2004 TZ310               | 9 ottobre 2004    | LONEOS                  |
| 444131 - | 2004 TR334               | 13 settembre 2004 | LONEOS                  |
| 444132 - | 2004 TV343               | 14 ottobre 2004   | Spacewatch              |
| 444133 - | 2004 TH344               | 4 ottobre 2004    | Spacewatch              |
| 444134 - | 2004 TL366               | 10 ottobre 2004   | Buie, M. W.             |
| 444135 - | 2004 UB11                | 18 ottobre 2004   | LINEAR                  |
| 444136 - | 2004 VX1                 | 2 novembre 2004   | LONEOS                  |
| 444137 - | 2004 VZ2                 | 9 ottobre 2004    | Spacewatch              |
| 444138 - | 2004 VE15                | 5 novembre 2004   | NEAT                    |
| 444139 - | 2004 VK15                | 6 novembre 2004   | Dellinger, J., Lowe, A. |
| 444140 - | 2004 VR21                | 4 novembre 2004   | CSS                     |
| 444141 - | 2004 VX39                | 4 novembre 2004   | Spacewatch              |
| 444142 - | 2004 VO41                | 10 ottobre 2004   | Spacewatch              |
| 444143 - | 2004 VT49                | 4 novembre 2004   | Spacewatch              |
| 444144 - | 2004 VO51                | 4 novembre 2004   | Spacewatch              |
| 444145 - | 2004 VC54                | 25 settembre 2004 | LINEAR                  |
| 444146 - | 2004 WO4                 | 17 novembre 2004  | CINEOS                  |
| 444147 - | 2004 XZ14                | 8 dicembre 2004   | LINEAR                  |
| 444148 - | 2004 XR47                | 9 dicembre 2004   | Spacewatch              |
| 444149 - | 2004 YT                  | 10 novembre 2004  | Spacewatch              |
| 444150 - | 2004 YW10                | 10 novembre 2004  | Spacewatch              |
| 444151 - | 2005 EE138               | 9 marzo 2005      | LINEAR                  |
| 444152 - | 2005 EF177               | 8 marzo 2005      | Mt. Lemmon Survey       |
| 444153 - | 2005 ET178               | 9 marzo 2005      | Spacewatch              |
| 444154 - | 2005 EY187               | 10 marzo 2005     | Mt. Lemmon Survey       |
| 444155 - | 2005 ER197               | 11 marzo 2005     | Mt. Lemmon Survey       |
| 444156 - | 2005 EH266               | 13 marzo 2005     | Spacewatch              |
| 444157 - | 2005 GP22                | 5 aprile 2005     | Siding Spring Survey    |
| 444158 - | 2005 GL61                | 9 marzo 2005      | Mt. Lemmon Survey       |
| 444159 - | 2005 GZ83                | 4 aprile 2005     | Spacewatch              |
| 444160 - | 2005 GU116               | 11 aprile 2005    | Spacewatch              |
| 444161 - | 2005 GP125               | 10 aprile 2005    | Mt. Lemmon Survey       |
| 444162 - | 2005 GN129               | 7 aprile 2005     | Spacewatch              |
| 444163 - | 2005 GU173               | 14 aprile 2005    | Spacewatch              |
| 444164 - | 2005 JN4                 | 1º maggio 2005    | Spacewatch              |
| 444165 - | 2005 JY47                | 3 maggio 2005     | Spacewatch              |
| 444166 - | 2005 JY78                | 10 maggio 2005    | Mt. Lemmon Survey       |
| 444167 - | 2005 JF89                | 11 maggio 2005    | Spacewatch              |
| 444168 - | 2005 JP97                | 8 maggio 2005     | Spacewatch              |
| 444169 - | 2005 JO106               | 12 maggio 2005    | Bickel, W.              |
| 444170 - | 2005 JZ135               | 11 maggio 2005    | LONEOS                  |
| 444171 - | 2005 KC1                 | 16 maggio 2005    | Spacewatch              |
| 444172 - | 2005 LO4                 | 1º giugno 2005    | Spacewatch              |
| 444173 - | 2005 NE81                | 9 luglio 2005     | Spacewatch              |
| 444174 - | 2005 NZ104               | 13 giugno 2005    | Mt. Lemmon Survey       |
| 444175 - | 2005 OH5                 | 1º luglio 2005    | Spacewatch              |
| 444176 - | 2005 OA20                | 28 luglio 2005    | NEAT                    |
| 444177 - | 2005 QA1                 | 4 luglio 2005     | Spacewatch              |
| 444178 - | 2005 QP1                 | 22 agosto 2005    | NEAT                    |
| 444179 - | 2005 QV40                | 26 agosto 2005    | NEAT                    |
| 444180 - | 2005 QZ120               | 28 agosto 2005    | Spacewatch              |
| 444181 - | 2005 QY121               | 28 agosto 2005    | Spacewatch              |
| 444182 - | 2005 QB180               | 26 agosto 2005    | NEAT                    |
| 444183 - | 2005 QH187               | 30 agosto 2005    | Spacewatch              |
| 444184 - | 2005 RY12                | 1º settembre 2005 | Spacewatch              |
| 444185 - | 2005 SR1                 | 23 settembre 2005 | Spacewatch              |
| 444186 - | 2005 SC15                | 26 settembre 2005 | Spacewatch              |
| 444187 - | 2005 SH25                | 26 settembre 2005 | CSS                     |
| 444188 - | 2005 SN28                | 23 settembre 2005 | Spacewatch              |
| 444189 - | 2005 SR41                | 24 settembre 2005 | Spacewatch              |
| 444190 - | 2005 SP57                | 26 settembre 2005 | Spacewatch              |
| 444191 - | 2005 SF64                | 26 settembre 2005 | Spacewatch              |
| 444192 - | 2005 SW66                | 27 settembre 2005 | Spacewatch              |
| 444193 - | 2005 SE71                | 30 settembre 2005 | Mt. Lemmon Survey       |
| 444194 - | 2005 SM80                | 24 settembre 2005 | Spacewatch              |
| 444195 - | 2005 SQ90                | 24 settembre 2005 | Spacewatch              |
| 444196 - | 2005 SO93                | 24 settembre 2005 | Spacewatch              |
| 444197 - | 2005 SZ108               | 26 settembre 2005 | Spacewatch              |
| 444198 - | 2005 SK121               | 1º settembre 2005 | Spacewatch              |
| 444199 - | 2005 SQ146               | 25 settembre 2005 | Spacewatch              |
| 444200 - | 2005 SM156               | 26 settembre 2005 | Spacewatch              |

## 444201-444300
| Nome     | Designazione provvisoria | Data di scoperta  | Scopritore        |
| -------- | ------------------------ | ----------------- | ----------------- |
| 444201 - | 2005 SK181               | 29 settembre 2005 | Spacewatch        |
| 444202 - | 2005 SH233               | 30 settembre 2005 | Mt. Lemmon Survey |
| 444203 - | 2005 SV235               | 29 settembre 2005 | Spacewatch        |
| 444204 - | 2005 SE252               | 31 agosto 2005    | Spacewatch        |
| 444205 - | 2005 SM285               | 25 settembre 2005 | Becker, A. C.     |
| 444206 - | 2005 SC291               | 30 settembre 2005 | Mt. Lemmon Survey |
| 444207 - | 2005 SK293               | 23 settembre 2005 | CSS               |
| 444208 - | 2005 TR34                | 1º ottobre 2005   | Spacewatch        |
| 444209 - | 2005 TU54                | 1º ottobre 2005   | CSS               |
| 444210 - | 2005 TP57                | 1º ottobre 2005   | Mt. Lemmon Survey |
| 444211 - | 2005 TL58                | 1º ottobre 2005   | Mt. Lemmon Survey |
| 444212 - | 2005 TH68                | 5 ottobre 2005    | Spacewatch        |
| 444213 - | 2005 TC78                | 7 ottobre 2005    | Mt. Lemmon Survey |
| 444214 - | 2005 TY78                | 7 ottobre 2005    | Spacewatch        |
| 444215 - | 2005 TM83                | 3 ottobre 2005    | CSS               |
| 444216 - | 2005 TG87                | 5 ottobre 2005    | Spacewatch        |
| 444217 - | 2005 TN112               | 27 settembre 2005 | Spacewatch        |
| 444218 - | 2005 TE119               | 7 ottobre 2005    | Spacewatch        |
| 444219 - | 2005 TW120               | 7 ottobre 2005    | Spacewatch        |
| 444220 - | 2005 TT122               | 29 settembre 2005 | Mt. Lemmon Survey |
| 444221 - | 2005 TJ137               | 25 settembre 2005 | Spacewatch        |
| 444222 - | 2005 TM180               | 1º ottobre 2005   | Spacewatch        |
| 444223 - | 2005 TN187               | 6 ottobre 2005    | Mt. Lemmon Survey |
| 444224 - | 2005 TO194               | 10 ottobre 2005   | CSS               |
| 444225 - | 2005 US5                 | 27 ottobre 2005   | LINEAR            |
| 444226 - | 2005 UN6                 | 22 ottobre 2005   | Spacewatch        |
| 444227 - | 2005 UA32                | 24 ottobre 2005   | Spacewatch        |
| 444228 - | 2005 UY42                | 22 ottobre 2005   | Spacewatch        |
| 444229 - | 2005 UJ47                | 22 ottobre 2005   | CSS               |
| 444230 - | 2005 UH71                | 10 ottobre 2005   | CSS               |
| 444231 - | 2005 UX72                | 23 ottobre 2005   | NEAT              |
| 444232 - | 2005 UL83                | 22 ottobre 2005   | Spacewatch        |
| 444233 - | 2005 UW83                | 22 ottobre 2005   | Spacewatch        |
| 444234 - | 2005 UW94                | 22 ottobre 2005   | Spacewatch        |
| 444235 - | 2005 UZ97                | 22 ottobre 2005   | Spacewatch        |
| 444236 - | 2005 UE100               | 22 ottobre 2005   | Spacewatch        |
| 444237 - | 2005 UL111               | 22 ottobre 2005   | Spacewatch        |
| 444238 - | 2005 UR125               | 24 ottobre 2005   | Spacewatch        |
| 444239 - | 2005 UL135               | 25 ottobre 2005   | Spacewatch        |
| 444240 - | 2005 UM135               | 25 ottobre 2005   | Spacewatch        |
| 444241 - | 2005 US144               | 26 ottobre 2005   | Spacewatch        |
| 444242 - | 2005 US149               | 26 ottobre 2005   | Spacewatch        |
| 444243 - | 2005 UU149               | 26 ottobre 2005   | Spacewatch        |
| 444244 - | 2005 UD154               | 26 ottobre 2005   | Spacewatch        |
| 444245 - | 2005 UF159               | 25 ottobre 2005   | CSS               |
| 444246 - | 2005 UG165               | 24 ottobre 2005   | Spacewatch        |
| 444247 - | 2005 UA169               | 24 ottobre 2005   | Spacewatch        |
| 444248 - | 2005 UM171               | 24 ottobre 2005   | Spacewatch        |
| 444249 - | 2005 UA179               | 24 ottobre 2005   | Spacewatch        |
| 444250 - | 2005 US183               | 25 ottobre 2005   | Mt. Lemmon Survey |
| 444251 - | 2005 UX191               | 27 ottobre 2005   | Mt. Lemmon Survey |
| 444252 - | 2005 UG193               | 29 settembre 2005 | Mt. Lemmon Survey |
| 444253 - | 2005 UT195               | 24 ottobre 2005   | Spacewatch        |
| 444254 - | 2005 UL206               | 27 ottobre 2005   | Spacewatch        |
| 444255 - | 2005 UB212               | 27 ottobre 2005   | Spacewatch        |
| 444256 - | 2005 US219               | 25 ottobre 2005   | Spacewatch        |
| 444257 - | 2005 UG224               | 25 ottobre 2005   | Spacewatch        |
| 444258 - | 2005 UU232               | 25 ottobre 2005   | Mt. Lemmon Survey |
| 444259 - | 2005 UT236               | 25 ottobre 2005   | Spacewatch        |
| 444260 - | 2005 UA238               | 25 ottobre 2005   | Spacewatch        |
| 444261 - | 2005 UX240               | 25 ottobre 2005   | Spacewatch        |
| 444262 - | 2005 UX244               | 25 ottobre 2005   | Spacewatch        |
| 444263 - | 2005 UD258               | 25 ottobre 2005   | Spacewatch        |
| 444264 - | 2005 UU265               | 27 ottobre 2005   | Spacewatch        |
| 444265 - | 2005 UT269               | 1º ottobre 2005   | Spacewatch        |
| 444266 - | 2005 UD296               | 26 ottobre 2005   | Spacewatch        |
| 444267 - | 2005 UT297               | 26 ottobre 2005   | Spacewatch        |
| 444268 - | 2005 UQ299               | 26 ottobre 2005   | Spacewatch        |
| 444269 - | 2005 UD311               | 29 ottobre 2005   | Mt. Lemmon Survey |
| 444270 - | 2005 UA322               | 27 ottobre 2005   | Spacewatch        |
| 444271 - | 2005 UV325               | 11 ottobre 2005   | Spacewatch        |
| 444272 - | 2005 US332               | 1º ottobre 2005   | Mt. Lemmon Survey |
| 444273 - | 2005 UK333               | 29 ottobre 2005   | Mt. Lemmon Survey |
| 444274 - | 2005 UP335               | 30 ottobre 2005   | LINEAR            |
| 444275 - | 2005 UM336               | 30 ottobre 2005   | Mt. Lemmon Survey |
| 444276 - | 2005 UX349               | 27 ottobre 2005   | Mt. Lemmon Survey |
| 444277 - | 2005 UT380               | 30 ottobre 2005   | Mt. Lemmon Survey |
| 444278 - | 2005 UQ384               | 27 ottobre 2005   | Spacewatch        |
| 444279 - | 2005 UO424               | 28 ottobre 2005   | Spacewatch        |
| 444280 - | 2005 UK426               | 28 ottobre 2005   | Spacewatch        |
| 444281 - | 2005 UX429               | 28 ottobre 2005   | Spacewatch        |
| 444282 - | 2005 UF431               | 28 ottobre 2005   | Spacewatch        |
| 444283 - | 2005 UT436               | 31 ottobre 2005   | Spacewatch        |
| 444284 - | 2005 UF442               | 29 ottobre 2005   | CSS               |
| 444285 - | 2005 UB446               | 29 ottobre 2005   | CSS               |
| 444286 - | 2005 UH460               | 28 ottobre 2005   | Mt. Lemmon Survey |
| 444287 - | 2005 UV469               | 30 ottobre 2005   | Spacewatch        |
| 444288 - | 2005 UE473               | 30 ottobre 2005   | Mt. Lemmon Survey |
| 444289 - | 2005 UE476               | 23 ottobre 2005   | CSS               |
| 444290 - | 2005 UP489               | 23 ottobre 2005   | CSS               |
| 444291 - | 2005 UY495               | 26 ottobre 2005   | LONEOS            |
| 444292 - | 2005 UJ511               | 27 ottobre 2005   | Mt. Lemmon Survey |
| 444293 - | 2005 UO511               | 27 ottobre 2005   | Mt. Lemmon Survey |
| 444294 - | 2005 UM513               | 27 ottobre 2005   | Spacewatch        |
| 444295 - | 2005 UM515               | 22 ottobre 2005   | Becker, A. C.     |
| 444296 - | 2005 UV517               | 25 ottobre 2005   | Becker, A. C.     |
| 444297 - | 2005 UH526               | 25 ottobre 2005   | Spacewatch        |
| 444298 - | 2005 UF527               | 30 ottobre 2005   | Mt. Lemmon Survey |
| 444299 - | 2005 VO13                | 30 settembre 2005 | Mt. Lemmon Survey |
| 444300 - | 2005 VC34                | 31 ottobre 2005   | Mt. Lemmon Survey |

## 444301-444400
| Nome     | Designazione provvisoria | Data di scoperta  | Scopritore        |
| -------- | ------------------------ | ----------------- | ----------------- |
| 444301 - | 2005 VO51                | 29 ottobre 2005   | Spacewatch        |
| 444302 - | 2005 VD66                | 1º novembre 2005  | Mt. Lemmon Survey |
| 444303 - | 2005 VA68                | 22 ottobre 2005   | Spacewatch        |
| 444304 - | 2005 VD68                | 1º novembre 2005  | Mt. Lemmon Survey |
| 444305 - | 2005 VM76                | 4 novembre 2005   | Spacewatch        |
| 444306 - | 2005 VX80                | 25 ottobre 2005   | Mt. Lemmon Survey |
| 444307 - | 2005 VF92                | 6 novembre 2005   | Mt. Lemmon Survey |
| 444308 - | 2005 VE94                | 6 novembre 2005   | Mt. Lemmon Survey |
| 444309 - | 2005 VE99                | 10 novembre 2005  | CSS               |
| 444310 - | 2005 VK101               | 2 novembre 2005   | Mt. Lemmon Survey |
| 444311 - | 2005 VT105               | 10 ottobre 2005   | Spacewatch        |
| 444312 - | 2005 VL107               | 5 novembre 2005   | Spacewatch        |
| 444313 - | 2005 VP110               | 30 settembre 2005 | Mt. Lemmon Survey |
| 444314 - | 2005 VK111               | 6 novembre 2005   | Mt. Lemmon Survey |
| 444315 - | 2005 VU124               | 4 novembre 2005   | Spacewatch        |
| 444316 - | 2005 VJ134               | 1º novembre 2005  | Mt. Lemmon Survey |
| 444317 - | 2005 WJ13                | 25 ottobre 2005   | Mt. Lemmon Survey |
| 444318 - | 2005 WC16                | 22 novembre 2005  | Spacewatch        |
| 444319 - | 2005 WD18                | 22 novembre 2005  | Spacewatch        |
| 444320 - | 2005 WU18                | 22 novembre 2005  | Spacewatch        |
| 444321 - | 2005 WX19                | 12 novembre 2005  | Spacewatch        |
| 444322 - | 2005 WR21                | 21 novembre 2005  | Spacewatch        |
| 444323 - | 2005 WX25                | 30 settembre 2005 | Mt. Lemmon Survey |
| 444324 - | 2005 WB30                | 21 novembre 2005  | Spacewatch        |
| 444325 - | 2005 WW30                | 21 novembre 2005  | Spacewatch        |
| 444326 - | 2005 WL35                | 22 novembre 2005  | Spacewatch        |
| 444327 - | 2005 WL38                | 22 novembre 2005  | Healy, D.         |
| 444328 - | 2005 WR40                | 25 novembre 2005  | Mt. Lemmon Survey |
| 444329 - | 2005 WY42                | 27 ottobre 2005   | Mt. Lemmon Survey |
| 444330 - | 2005 WE47                | 25 novembre 2005  | Spacewatch        |
| 444331 - | 2005 WT57                | 21 novembre 2005  | CSS               |
| 444332 - | 2005 WH65                | 25 ottobre 2005   | Spacewatch        |
| 444333 - | 2005 WG69                | 26 novembre 2005  | Mt. Lemmon Survey |
| 444334 - | 2005 WB72                | 22 novembre 2005  | CSS               |
| 444335 - | 2005 WH81                | 26 novembre 2005  | Mt. Lemmon Survey |
| 444336 - | 2005 WW85                | 28 novembre 2005  | Mt. Lemmon Survey |
| 444337 - | 2005 WB89                | 22 ottobre 2005   | Spacewatch        |
| 444338 - | 2005 WD98                | 26 novembre 2005  | Spacewatch        |
| 444339 - | 2005 WF109               | 30 novembre 2005  | Spacewatch        |
| 444340 - | 2005 WP112               | 30 novembre 2005  | Mt. Lemmon Survey |
| 444341 - | 2005 WY112               | 25 novembre 2005  | CSS               |
| 444342 - | 2005 WE118               | 28 novembre 2005  | CSS               |
| 444343 - | 2005 WG124               | 12 novembre 2005  | Spacewatch        |
| 444344 - | 2005 WY130               | 25 novembre 2005  | Mt. Lemmon Survey |
| 444345 - | 2005 WY131               | 25 ottobre 2005   | Mt. Lemmon Survey |
| 444346 - | 2005 WM138               | 26 novembre 2005  | Mt. Lemmon Survey |
| 444347 - | 2005 WT141               | 28 novembre 2005  | Mt. Lemmon Survey |
| 444348 - | 2005 WW144               | 6 novembre 2005   | Mt. Lemmon Survey |
| 444349 - | 2005 WN145               | 28 ottobre 2005   | Mt. Lemmon Survey |
| 444350 - | 2005 WP152               | 29 novembre 2005  | Spacewatch        |
| 444351 - | 2005 WZ153               | 29 novembre 2005  | NEAT              |
| 444352 - | 2005 WN158               | 28 novembre 2005  | LINEAR            |
| 444353 - | 2005 WH169               | 30 novembre 2005  | Spacewatch        |
| 444354 - | 2005 WK198               | 5 novembre 2005   | Spacewatch        |
| 444355 - | 2005 XH9                 | 1º dicembre 2005  | Spacewatch        |
| 444356 - | 2005 XT15                | 22 novembre 2005  | Spacewatch        |
| 444357 - | 2005 XP17                | 1º dicembre 2005  | Spacewatch        |
| 444358 - | 2005 XB21                | 2 dicembre 2005   | Mt. Lemmon Survey |
| 444359 - | 2005 XL26                | 4 dicembre 2005   | Mt. Lemmon Survey |
| 444360 - | 2005 XM27                | 9 ottobre 1994    | Spacewatch        |
| 444361 - | 2005 XH37                | 27 ottobre 2005   | Mt. Lemmon Survey |
| 444362 - | 2005 XA47                | 28 ottobre 2005   | Mt. Lemmon Survey |
| 444363 - | 2005 XZ50                | 2 dicembre 2005   | Spacewatch        |
| 444364 - | 2005 XA58                | 2 dicembre 2005   | Spacewatch        |
| 444365 - | 2005 XC61                | 4 dicembre 2005   | Spacewatch        |
| 444366 - | 2005 XP72                | 6 dicembre 2005   | Spacewatch        |
| 444367 - | 2005 XE90                | 8 dicembre 2005   | Spacewatch        |
| 444368 - | 2005 YD2                 | 19 ottobre 1998   | Spacewatch        |
| 444369 - | 2005 YU2                 | 21 dicembre 2005  | CSS               |
| 444370 - | 2005 YH44                | 5 dicembre 2005   | Spacewatch        |
| 444371 - | 2005 YE62                | 24 dicembre 2005  | Spacewatch        |
| 444372 - | 2005 YW65                | 25 dicembre 2005  | Mt. Lemmon Survey |
| 444373 - | 2005 YL66                | 25 dicembre 2005  | Spacewatch        |
| 444374 - | 2005 YZ68                | 26 dicembre 2005  | Spacewatch        |
| 444375 - | 2005 YJ69                | 26 dicembre 2005  | Spacewatch        |
| 444376 - | 2005 YA71                | 29 novembre 2005  | Mt. Lemmon Survey |
| 444377 - | 2005 YL83                | 24 dicembre 2005  | Spacewatch        |
| 444378 - | 2005 YU87                | 2 dicembre 2005   | Mt. Lemmon Survey |
| 444379 - | 2005 YO92                | 27 dicembre 2005  | Mt. Lemmon Survey |
| 444380 - | 2005 YJ99                | 28 dicembre 2005  | Spacewatch        |
| 444381 - | 2005 YY113               | 25 dicembre 2005  | Spacewatch        |
| 444382 - | 2005 YJ114               | 25 dicembre 2005  | Spacewatch        |
| 444383 - | 2005 YN119               | 26 dicembre 2005  | Mt. Lemmon Survey |
| 444384 - | 2005 YT125               | 26 dicembre 2005  | Spacewatch        |
| 444385 - | 2005 YT134               | 26 dicembre 2005  | Spacewatch        |
| 444386 - | 2005 YY150               | 25 dicembre 2005  | Spacewatch        |
| 444387 - | 2005 YA156               | 30 novembre 2005  | Mt. Lemmon Survey |
| 444388 - | 2005 YG176               | 22 dicembre 2005  | Spacewatch        |
| 444389 - | 2005 YA180               | 28 dicembre 2005  | Mt. Lemmon Survey |
| 444390 - | 2005 YX187               | 30 novembre 2005  | Mt. Lemmon Survey |
| 444391 - | 2005 YS190               | 30 dicembre 2005  | Spacewatch        |
| 444392 - | 2005 YS201               | 24 dicembre 2005  | Spacewatch        |
| 444393 - | 2005 YC238               | 28 novembre 2005  | Mt. Lemmon Survey |
| 444394 - | 2005 YW245               | 1º dicembre 2005  | Mt. Lemmon Survey |
| 444395 - | 2005 YR247               | 30 dicembre 2005  | Spacewatch        |
| 444396 - | 2005 YU253               | 29 dicembre 2005  | Spacewatch        |
| 444397 - | 2005 YL276               | 10 dicembre 2005  | Spacewatch        |
| 444398 - | 2005 YC280               | 25 dicembre 2005  | Spacewatch        |
| 444399 - | 2005 YP282               | 26 dicembre 2005  | Mt. Lemmon Survey |
| 444400 - | 2005 YH286               | 30 dicembre 2005  | Spacewatch        |

## 444401-444500
| Nome                   | Designazione provvisoria | Data di scoperta  | Scopritore           |
| ---------------------- | ------------------------ | ----------------- | -------------------- |
| 444401 -               | 2005 YU286               | 6 dicembre 2005   | Spacewatch           |
| 444402 -               | 2006 AE8                 | 7 gennaio 2006    | LONEOS               |
| 444403 -               | 2006 AK30                | 2 gennaio 2006    | Mt. Lemmon Survey    |
| 444404 -               | 2006 AO31                | 5 gennaio 2006    | CSS                  |
| 444405 -               | 2006 AV31                | 5 gennaio 2006    | CSS                  |
| 444406 -               | 2006 AO35                | 25 dicembre 2005  | Mt. Lemmon Survey    |
| 444407 -               | 2006 AR35                | 4 gennaio 2006    | Mt. Lemmon Survey    |
| 444408 -               | 2006 AL40                | 5 gennaio 2006    | Mt. Lemmon Survey    |
| 444409 -               | 2006 AY46                | 6 gennaio 2006    | Spacewatch           |
| 444410 -               | 2006 AD49                | 2 dicembre 2005   | Spacewatch           |
| 444411 Lutherbeegle    | 2006 AR51                | 25 dicembre 2005  | Mt. Lemmon Survey    |
| 444412 -               | 2006 AQ53                | 5 gennaio 2006    | Spacewatch           |
| 444413 -               | 2006 AH55                | 5 gennaio 2006    | Spacewatch           |
| 444414 Mikehankey      | 2006 AQ56                | 29 dicembre 2005  | Mt. Lemmon Survey    |
| 444415 -               | 2006 AK65                | 8 gennaio 2006    | Spacewatch           |
| 444416 -               | 2006 BQ8                 | 23 gennaio 2006   | Spacewatch           |
| 444417 -               | 2006 BP13                | 30 dicembre 2005  | Spacewatch           |
| 444418 Rohitbhartia    | 2006 BM30                | 25 novembre 2005  | Mt. Lemmon Survey    |
| 444419 Francismccubbin | 2006 BR34                | 10 gennaio 2006   | Mt. Lemmon Survey    |
| 444420 -               | 2006 BQ35                | 23 gennaio 2006   | Spacewatch           |
| 444421 -               | 2006 BC39                | 24 gennaio 2006   | LINEAR               |
| 444422 -               | 2006 BJ49                | 25 gennaio 2006   | Spacewatch           |
| 444423 -               | 2006 BE57                | 23 gennaio 2006   | Spacewatch           |
| 444424 -               | 2006 BM65                | 23 gennaio 2006   | Spacewatch           |
| 444425 -               | 2006 BV65                | 23 gennaio 2006   | Spacewatch           |
| 444426 -               | 2006 BC79                | 23 gennaio 2006   | Spacewatch           |
| 444427 -               | 2006 BN87                | 25 gennaio 2006   | Spacewatch           |
| 444428 -               | 2006 BN137               | 28 gennaio 2006   | Mt. Lemmon Survey    |
| 444429 -               | 2006 BE140               | 21 gennaio 2006   | Mt. Lemmon Survey    |
| 444430 -               | 2006 BD144               | 23 gennaio 2006   | CSS                  |
| 444431 -               | 2006 BV168               | 26 gennaio 2006   | Mt. Lemmon Survey    |
| 444432 -               | 2006 BF179               | 27 gennaio 2006   | Mt. Lemmon Survey    |
| 444433 -               | 2006 BE180               | 27 gennaio 2006   | Mt. Lemmon Survey    |
| 444434 -               | 2006 BU184               | 28 gennaio 2006   | Mt. Lemmon Survey    |
| 444435 -               | 2006 BK194               | 30 gennaio 2006   | Spacewatch           |
| 444436 -               | 2006 BF205               | 31 gennaio 2006   | Spacewatch           |
| 444437 -               | 2006 BJ228               | 31 gennaio 2006   | Spacewatch           |
| 444438 -               | 2006 BM228               | 31 gennaio 2006   | Spacewatch           |
| 444439 -               | 2006 BK247               | 25 dicembre 2005  | Mt. Lemmon Survey    |
| 444440 -               | 2006 BO247               | 31 gennaio 2006   | Spacewatch           |
| 444441 -               | 2006 BN264               | 31 gennaio 2006   | Spacewatch           |
| 444442 -               | 2006 BC282               | 31 gennaio 2006   | Spacewatch           |
| 444443 -               | 2006 CV11                | 1º febbraio 2006  | Spacewatch           |
| 444444 -               | 2006 CL67                | 4 febbraio 2006   | Mt. Lemmon Survey    |
| 444445 -               | 2006 DB22                | 25 gennaio 2006   | Spacewatch           |
| 444446 -               | 2006 DH45                | 6 gennaio 2006    | CSS                  |
| 444447 -               | 2006 DR80                | 24 febbraio 2006  | Spacewatch           |
| 444448 -               | 2006 DY127               | 4 febbraio 2006   | Spacewatch           |
| 444449 -               | 2006 DS137               | 25 febbraio 2006  | Spacewatch           |
| 444450 -               | 2006 DS149               | 25 febbraio 2006  | Spacewatch           |
| 444451 -               | 2006 DT151               | 25 febbraio 2006  | Spacewatch           |
| 444452 -               | 2006 DG183               | 27 febbraio 2006  | Spacewatch           |
| 444453 -               | 2006 DK192               | 27 febbraio 2006  | Spacewatch           |
| 444454 -               | 2006 DK199               | 23 febbraio 2006  | LONEOS               |
| 444455 -               | 2006 DG206               | 25 febbraio 2006  | Mt. Lemmon Survey    |
| 444456 -               | 2006 EK6                 | 2 marzo 2006      | Spacewatch           |
| 444457 -               | 2006 EB21                | 3 marzo 2006      | Spacewatch           |
| 444458 -               | 2006 EH21                | 3 marzo 2006      | Spacewatch           |
| 444459 -               | 2006 EJ37                | 3 marzo 2006      | Spacewatch           |
| 444460 -               | 2006 EB48                | 4 marzo 2006      | Spacewatch           |
| 444461 -               | 2006 EV66                | 8 marzo 2006      | Spacewatch           |
| 444462 -               | 2006 EC68                | 2 marzo 2006      | Buie, M. W.          |
| 444463 -               | 2006 EY72                | 2 marzo 2006      | Spacewatch           |
| 444464 -               | 2006 FU10                | 31 gennaio 2006   | CSS                  |
| 444465 -               | 2006 FA21                | 22 gennaio 2006   | CSS                  |
| 444466 -               | 2006 GL31                | 2 aprile 2006     | Spacewatch           |
| 444467 -               | 2006 HS57                | 20 aprile 2006    | Spacewatch           |
| 444468 -               | 2006 HJ58                | 27 aprile 2006    | LINEAR               |
| 444469 -               | 2006 JG4                 | 2 maggio 2006     | Mt. Lemmon Survey    |
| 444470 -               | 2006 KJ26                | 20 maggio 2006    | Spacewatch           |
| 444471 -               | 2006 KX58                | 22 maggio 2006    | Spacewatch           |
| 444472 -               | 2006 KD103               | 29 maggio 2006    | LINEAR               |
| 444473 -               | 2006 KB105               | 28 maggio 2006    | Spacewatch           |
| 444474 -               | 2006 KL142               | 25 maggio 2006    | Wiegert, P. A.       |
| 444475 -               | 2006 PD2                 | 12 agosto 2006    | NEAT                 |
| 444476 -               | 2006 PV17                | 15 agosto 2006    | NEAT                 |
| 444477 -               | 2006 PE28                | 18 luglio 2006    | Siding Spring Survey |
| 444478 -               | 2006 QN51                | 23 agosto 2006    | NEAT                 |
| 444479 -               | 2006 QT71                | 21 agosto 2006    | Spacewatch           |
| 444480 -               | 2006 QL89                | 28 agosto 2006    | OAM                  |
| 444481 -               | 2006 QG105               | 28 agosto 2006    | CSS                  |
| 444482 -               | 2006 QK118               | 21 agosto 2006    | Spacewatch           |
| 444483 -               | 2006 QY118               | 8 maggio 2006     | Mt. Lemmon Survey    |
| 444484 -               | 2006 QV144               | 29 agosto 2006    | LONEOS               |
| 444485 -               | 2006 QY144               | 29 agosto 2006    | CSS                  |
| 444486 -               | 2006 QU147               | 8 maggio 2005     | Spacewatch           |
| 444487 -               | 2006 QW157               | 19 agosto 2006    | Spacewatch           |
| 444488 -               | 2006 QJ185               | 28 agosto 2006    | Spacewatch           |
| 444489 -               | 2006 QZ186               | 28 agosto 2006    | CSS                  |
| 444490 -               | 2006 RT2                 | 12 settembre 2006 | LINEAR               |
| 444491 -               | 2006 RY3                 | 12 settembre 2006 | CSS                  |
| 444492 -               | 2006 RR17                | 29 agosto 2006    | LONEOS               |
| 444493 -               | 2006 RE20                | 15 settembre 2006 | Spacewatch           |
| 444494 -               | 2006 RY20                | 15 settembre 2006 | Spacewatch           |
| 444495 -               | 2006 RQ22                | 15 settembre 2006 | Tucker, R. A.        |
| 444496 -               | 2006 RL32                | 15 settembre 2006 | Spacewatch           |
| 444497 -               | 2006 RT41                | 14 settembre 2006 | Spacewatch           |
| 444498 -               | 2006 RG53                | 14 settembre 2006 | Spacewatch           |
| 444499 -               | 2006 RW54                | 14 settembre 2006 | Spacewatch           |
| 444500 -               | 2006 RJ57                | 5 novembre 2002   | LINEAR               |

## 444501-444600
| Nome             | Designazione provvisoria | Data di scoperta  | Scopritore                          |
| ---------------- | ------------------------ | ----------------- | ----------------------------------- |
| 444501 -         | 2006 RQ70                | 15 settembre 2006 | Spacewatch                          |
| 444502 -         | 2006 RU79                | 15 settembre 2006 | Spacewatch                          |
| 444503 -         | 2006 RZ80                | 15 settembre 2006 | Spacewatch                          |
| 444504 -         | 2006 RM87                | 15 settembre 2006 | Spacewatch                          |
| 444505 -         | 2006 RT93                | 15 settembre 2006 | Spacewatch                          |
| 444506 -         | 2006 SA2                 | 16 settembre 2006 | CSS                                 |
| 444507 -         | 2006 SY13                | 17 settembre 2006 | Spacewatch                          |
| 444508 -         | 2006 SN26                | 16 settembre 2006 | CSS                                 |
| 444509 -         | 2006 ST26                | 29 agosto 2006    | Spacewatch                          |
| 444510 -         | 2006 SZ33                | 17 settembre 2006 | CSS                                 |
| 444511 -         | 2006 SG34                | 17 settembre 2006 | CSS                                 |
| 444512 -         | 2006 SH54                | 17 settembre 2006 | CSS                                 |
| 444513 -         | 2006 SE55                | 18 settembre 2006 | CSS                                 |
| 444514 -         | 2006 SB63                | 18 settembre 2006 | CSS                                 |
| 444515 -         | 2006 SL65                | 17 settembre 2006 | Spacewatch                          |
| 444516 -         | 2006 SW65                | 29 agosto 2006    | CSS                                 |
| 444517 -         | 2006 SW68                | 19 settembre 2006 | Spacewatch                          |
| 444518 -         | 2006 SD79                | 17 settembre 2006 | CSS                                 |
| 444519 -         | 2006 SH81                | 18 settembre 2006 | Spacewatch                          |
| 444520 -         | 2006 SR90                | 18 settembre 2006 | Spacewatch                          |
| 444521 -         | 2006 SP92                | 18 settembre 2006 | Spacewatch                          |
| 444522 -         | 2006 SE98                | 18 settembre 2006 | Spacewatch                          |
| 444523 -         | 2006 SF98                | 18 settembre 2006 | Spacewatch                          |
| 444524 -         | 2006 SY107               | 19 settembre 2006 | CSS                                 |
| 444525 -         | 2006 SW114               | 24 settembre 2006 | Spacewatch                          |
| 444526 -         | 2006 SA116               | 24 settembre 2006 | LONEOS                              |
| 444527 -         | 2006 SP130               | 21 luglio 2006    | Mt. Lemmon Survey                   |
| 444528 -         | 2006 SN148               | 19 settembre 2006 | Spacewatch                          |
| 444529 -         | 2006 SL149               | 19 settembre 2006 | Spacewatch                          |
| 444530 -         | 2006 SV156               | 23 settembre 2006 | Spacewatch                          |
| 444531 -         | 2006 SR163               | 24 settembre 2006 | Spacewatch                          |
| 444532 -         | 2006 SD165               | 25 settembre 2006 | Spacewatch                          |
| 444533 -         | 2006 SA169               | 25 settembre 2006 | Spacewatch                          |
| 444534 -         | 2006 SX179               | 25 settembre 2006 | Spacewatch                          |
| 444535 -         | 2006 SB182               | 25 settembre 2006 | LONEOS                              |
| 444536 -         | 2006 SM185               | 25 settembre 2006 | Spacewatch                          |
| 444537 -         | 2006 SF199               | 15 settembre 2006 | Spacewatch                          |
| 444538 -         | 2006 SR207               | 30 agosto 2006    | LONEOS                              |
| 444539 -         | 2006 SV220               | 28 agosto 2006    | Spacewatch                          |
| 444540 -         | 2006 SW229               | 26 settembre 2006 | Spacewatch                          |
| 444541 -         | 2006 SC242               | 18 settembre 2006 | Spacewatch                          |
| 444542 -         | 2006 SZ246               | 15 settembre 2006 | Spacewatch                          |
| 444543 -         | 2006 SU249               | 26 settembre 2006 | Spacewatch                          |
| 444544 -         | 2006 SS257               | 26 settembre 2006 | Spacewatch                          |
| 444545 -         | 2006 SR262               | 26 settembre 2006 | Mt. Lemmon Survey                   |
| 444546 -         | 2006 SK265               | 26 settembre 2006 | Spacewatch                          |
| 444547 -         | 2006 ST266               | 26 settembre 2006 | Spacewatch                          |
| 444548 -         | 2006 SM294               | 25 settembre 2006 | Spacewatch                          |
| 444549 -         | 2006 SB298               | 14 settembre 2006 | Spacewatch                          |
| 444550 -         | 2006 SQ299               | 23 marzo 2004     | Spacewatch                          |
| 444551 -         | 2006 SO306               | 27 settembre 2006 | Mt. Lemmon Survey                   |
| 444552 -         | 2006 SU307               | 27 settembre 2006 | Spacewatch                          |
| 444553 -         | 2006 SR317               | 27 settembre 2006 | Spacewatch                          |
| 444554 -         | 2006 SW325               | 19 settembre 2006 | Spacewatch                          |
| 444555 -         | 2006 SF329               | 27 settembre 2006 | Spacewatch                          |
| 444556 -         | 2006 SQ334               | 28 settembre 2006 | Spacewatch                          |
| 444557 -         | 2006 SR336               | 14 settembre 2006 | Spacewatch                          |
| 444558 -         | 2006 SX341               | 28 settembre 2006 | Spacewatch                          |
| 444559 -         | 2006 SO345               | 28 settembre 2006 | Spacewatch                          |
| 444560 -         | 2006 SX345               | 28 settembre 2006 | Spacewatch                          |
| 444561 -         | 2006 SN367               | 26 settembre 2006 | CSS                                 |
| 444562 Visaginas | 2006 SP368               | 25 settembre 2006 | Osservatorio astronomico di Moletai |
| 444563 -         | 2006 SU401               | 30 settembre 2006 | Mt. Lemmon Survey                   |
| 444564 -         | 2006 SW407               | 25 settembre 2006 | Spacewatch                          |
| 444565 -         | 2006 TG19                | 11 ottobre 2006   | Spacewatch                          |
| 444566 -         | 2006 TY19                | 28 settembre 2006 | Mt. Lemmon Survey                   |
| 444567 -         | 2006 TX30                | 12 ottobre 2006   | Spacewatch                          |
| 444568 -         | 2006 TH33                | 12 ottobre 2006   | Spacewatch                          |
| 444569 -         | 2006 TE47                | 12 ottobre 2006   | Spacewatch                          |
| 444570 -         | 2006 TD54                | 12 ottobre 2006   | Spacewatch                          |
| 444571 -         | 2006 TZ65                | 18 settembre 2006 | Spacewatch                          |
| 444572 -         | 2006 TJ67                | 18 settembre 2006 | CSS                                 |
| 444573 -         | 2006 TB70                | 11 ottobre 2006   | NEAT                                |
| 444574 -         | 2006 TC70                | 11 ottobre 2006   | NEAT                                |
| 444575 -         | 2006 TK71                | 11 ottobre 2006   | NEAT                                |
| 444576 -         | 2006 TE73                | 11 ottobre 2006   | NEAT                                |
| 444577 -         | 2006 TD84                | 13 ottobre 2006   | Spacewatch                          |
| 444578 -         | 2006 TG93                | 2 ottobre 2006    | Mt. Lemmon Survey                   |
| 444579 -         | 2006 TN97                | 13 ottobre 2006   | Spacewatch                          |
| 444580 -         | 2006 TU100               | 15 ottobre 2006   | Spacewatch                          |
| 444581 -         | 2006 TC104               | 26 settembre 2006 | Mt. Lemmon Survey                   |
| 444582 -         | 2006 TX105               | 9 ottobre 2006    | NEAT                                |
| 444583 -         | 2006 TH122               | 2 ottobre 2006    | Mt. Lemmon Survey                   |
| 444584 -         | 2006 UK                  | 17 ottobre 2006   | Spacewatch                          |
| 444585 -         | 2006 UU18                | 26 settembre 2006 | Spacewatch                          |
| 444586 -         | 2006 UA21                | 18 settembre 2006 | Spacewatch                          |
| 444587 -         | 2006 UN26                | 16 ottobre 2006   | Spacewatch                          |
| 444588 -         | 2006 UN39                | 16 ottobre 2006   | Spacewatch                          |
| 444589 -         | 2006 UF52                | 17 ottobre 2006   | Mt. Lemmon Survey                   |
| 444590 -         | 2006 UQ78                | 17 ottobre 2006   | Spacewatch                          |
| 444591 -         | 2006 UA80                | 17 ottobre 2006   | Mt. Lemmon Survey                   |
| 444592 -         | 2006 UW81                | 17 ottobre 2006   | Mt. Lemmon Survey                   |
| 444593 -         | 2006 UX112               | 28 settembre 2006 | Spacewatch                          |
| 444594 -         | 2006 UQ121               | 18 settembre 2006 | Spacewatch                          |
| 444595 -         | 2006 UA123               | 19 ottobre 2006   | Spacewatch                          |
| 444596 -         | 2006 UD129               | 19 ottobre 2006   | Spacewatch                          |
| 444597 -         | 2006 UU141               | 19 ottobre 2006   | Mt. Lemmon Survey                   |
| 444598 -         | 2006 UC148               | 18 agosto 2006    | Spacewatch                          |
| 444599 -         | 2006 UP155               | 21 ottobre 2006   | CSS                                 |
| 444600 -         | 2006 UV205               | 24 settembre 2006 | Spacewatch                          |

## 444601-444700
| Nome     | Designazione provvisoria | Data di scoperta  | Scopritore                        |
| -------- | ------------------------ | ----------------- | --------------------------------- |
| 444601 - | 2006 UD212               | 23 ottobre 2006   | Spacewatch                        |
| 444602 - | 2006 UB218               | 2 ottobre 2006    | Mt. Lemmon Survey                 |
| 444603 - | 2006 UQ222               | 17 ottobre 2006   | Mt. Lemmon Survey                 |
| 444604 - | 2006 UT226               | 26 settembre 2006 | Mt. Lemmon Survey                 |
| 444605 - | 2006 UP248               | 4 ottobre 2006    | Mt. Lemmon Survey                 |
| 444606 - | 2006 UJ254               | 20 ottobre 2006   | Spacewatch                        |
| 444607 - | 2006 UL270               | 27 ottobre 2006   | Mt. Lemmon Survey                 |
| 444608 - | 2006 UU274               | 14 settembre 2006 | Spacewatch                        |
| 444609 - | 2006 UF288               | 29 ottobre 2006   | Mt. Lemmon Survey                 |
| 444610 - | 2006 US295               | 19 ottobre 2006   | Buie, M. W.                       |
| 444611 - | 2006 UH329               | 22 ottobre 2006   | CSS                               |
| 444612 - | 2006 UN336               | 21 ottobre 2006   | Mt. Lemmon Survey                 |
| 444613 - | 2006 VQ1                 | 1º novembre 2006  | Astronomical Research Observatory |
| 444614 - | 2006 VF12                | 21 ottobre 2006   | Mt. Lemmon Survey                 |
| 444615 - | 2006 VT24                | 10 novembre 2006  | Spacewatch                        |
| 444616 - | 2006 VT29                | 10 novembre 2006  | Spacewatch                        |
| 444617 - | 2006 VG45                | 9 novembre 2006   | Ries, W.                          |
| 444618 - | 2006 VR61                | 11 novembre 2006  | Spacewatch                        |
| 444619 - | 2006 VW82                | 13 novembre 2006  | Spacewatch                        |
| 444620 - | 2006 VT88                | 23 ottobre 2006   | Spacewatch                        |
| 444621 - | 2006 VU100               | 11 novembre 2006  | CSS                               |
| 444622 - | 2006 VR107               | 30 settembre 2006 | CSS                               |
| 444623 - | 2006 VJ154               | 17 ottobre 2006   | Spacewatch                        |
| 444624 - | 2006 VJ170               | 13 novembre 2006  | CSS                               |
| 444625 - | 2006 VU170               | 1º novembre 2006  | Mt. Lemmon Survey                 |
| 444626 - | 2006 VV172               | 2 ottobre 2006    | Mt. Lemmon Survey                 |
| 444627 - | 2006 WU                  | 17 novembre 2006  | Mt. Lemmon Survey                 |
| 444628 - | 2006 WQ1                 | 18 novembre 2006  | CSS                               |
| 444629 - | 2006 WD30                | 18 novembre 2006  | Ferrando, R.                      |
| 444630 - | 2006 WH39                | 16 novembre 2006  | Spacewatch                        |
| 444631 - | 2006 WL51                | 16 novembre 2006  | Spacewatch                        |
| 444632 - | 2006 WX69                | 18 novembre 2006  | Spacewatch                        |
| 444633 - | 2006 WL71                | 18 novembre 2006  | Spacewatch                        |
| 444634 - | 2006 WZ102               | 19 novembre 2006  | Spacewatch                        |
| 444635 - | 2006 WU133               | 18 novembre 2006  | Mt. Lemmon Survey                 |
| 444636 - | 2006 WB140               | 19 novembre 2006  | LINEAR                            |
| 444637 - | 2006 WZ155               | 22 novembre 2006  | Spacewatch                        |
| 444638 - | 2006 WG189               | 25 novembre 2006  | LINEAR                            |
| 444639 - | 2006 WP205               | 24 novembre 2006  | Spacewatch                        |
| 444640 - | 2006 XQ3                 | 17 ottobre 2006   | CSS                               |
| 444641 - | 2006 XU37                | 11 dicembre 2006  | Spacewatch                        |
| 444642 - | 2006 XO59                | 14 dicembre 2006  | Spacewatch                        |
| 444643 - | 2006 YW10                | 21 dicembre 2006  | Mt. Lemmon Survey                 |
| 444644 - | 2006 YZ31                | 21 dicembre 2006  | Mt. Lemmon Survey                 |
| 444645 - | 2006 YJ52                | 21 dicembre 2006  | Spacewatch                        |
| 444646 - | 2006 YQ52                | 17 dicembre 2006  | Mt. Lemmon Survey                 |
| 444647 - | 2006 YW53                | 27 dicembre 2006  | Mt. Lemmon Survey                 |
| 444648 - | 2007 BR9                 | 17 gennaio 2007   | Spacewatch                        |
| 444649 - | 2007 BV9                 | 17 gennaio 2007   | Spacewatch                        |
| 444650 - | 2007 BL13                | 17 gennaio 2007   | Spacewatch                        |
| 444651 - | 2007 BY15                | 17 gennaio 2007   | Spacewatch                        |
| 444652 - | 2007 BO21                | 24 gennaio 2007   | LINEAR                            |
| 444653 - | 2007 BP26                | 24 gennaio 2007   | Mt. Lemmon Survey                 |
| 444654 - | 2007 BZ65                | 27 gennaio 2007   | Mt. Lemmon Survey                 |
| 444655 - | 2007 BA71                | 28 gennaio 2007   | Mt. Lemmon Survey                 |
| 444656 - | 2007 BP78                | 25 gennaio 2007   | Spacewatch                        |
| 444657 - | 2007 CY12                | 6 febbraio 2007   | NEAT                              |
| 444658 - | 2007 CX19                | 6 febbraio 2007   | NEAT                              |
| 444659 - | 2007 CG23                | 27 gennaio 2007   | Spacewatch                        |
| 444660 - | 2007 CL31                | 6 febbraio 2007   | Mt. Lemmon Survey                 |
| 444661 - | 2007 CY39                | 27 gennaio 2007   | Spacewatch                        |
| 444662 - | 2007 CC40                | 6 febbraio 2007   | Mt. Lemmon Survey                 |
| 444663 - | 2007 CE40                | 6 febbraio 2007   | Spacewatch                        |
| 444664 - | 2007 CN58                | 17 gennaio 2007   | CSS                               |
| 444665 - | 2007 CR67                | 13 febbraio 2007  | Mt. Lemmon Survey                 |
| 444666 - | 2007 DV2                 | 8 febbraio 2007   | Spacewatch                        |
| 444667 - | 2007 DS18                | 17 febbraio 2007  | Spacewatch                        |
| 444668 - | 2007 DP22                | 23 settembre 2005 | Spacewatch                        |
| 444669 - | 2007 DS22                | 17 febbraio 2007  | Spacewatch                        |
| 444670 - | 2007 DK23                | 17 febbraio 2007  | Spacewatch                        |
| 444671 - | 2007 DT26                | 28 gennaio 2007   | Mt. Lemmon Survey                 |
| 444672 - | 2007 DX29                | 17 febbraio 2007  | Spacewatch                        |
| 444673 - | 2007 DU30                | 17 febbraio 2007  | Spacewatch                        |
| 444674 - | 2007 DJ32                | 9 febbraio 2007   | Spacewatch                        |
| 444675 - | 2007 DS42                | 20 dicembre 2006  | Mt. Lemmon Survey                 |
| 444676 - | 2007 DQ45                | 21 novembre 2006  | Mt. Lemmon Survey                 |
| 444677 - | 2007 DL65                | 21 febbraio 2007  | Spacewatch                        |
| 444678 - | 2007 DO67                | 15 marzo 1997     | Spacewatch                        |
| 444679 - | 2007 DR69                | 21 febbraio 2007  | Spacewatch                        |
| 444680 - | 2007 DM70                | 21 febbraio 2007  | Spacewatch                        |
| 444681 - | 2007 DO83                | 25 febbraio 2007  | Mt. Lemmon Survey                 |
| 444682 - | 2007 DV89                | 23 febbraio 2007  | Spacewatch                        |
| 444683 - | 2007 DY90                | 23 febbraio 2007  | Mt. Lemmon Survey                 |
| 444684 - | 2007 DZ102               | 17 febbraio 2007  | Spacewatch                        |
| 444685 - | 2007 DO107               | 22 febbraio 2007  | Mount Graham                      |
| 444686 - | 2007 DP113               | 21 febbraio 2007  | Spacewatch                        |
| 444687 - | 2007 DH116               | 16 febbraio 2007  | CSS                               |
| 444688 - | 2007 EL2                 | 23 febbraio 2007  | Mt. Lemmon Survey                 |
| 444689 - | 2007 EP9                 | 9 marzo 2007      | Apitzsch, R.                      |
| 444690 - | 2007 EQ17                | 23 febbraio 2007  | Mt. Lemmon Survey                 |
| 444691 - | 2007 EP20                | 17 febbraio 2007  | Spacewatch                        |
| 444692 - | 2007 EK32                | 10 marzo 2007     | Spacewatch                        |
| 444693 - | 2007 EM33                | 10 marzo 2007     | Mt. Lemmon Survey                 |
| 444694 - | 2007 EQ37                | 11 marzo 2007     | Mt. Lemmon Survey                 |
| 444695 - | 2007 EY41                | 23 febbraio 2007  | Spacewatch                        |
| 444696 - | 2007 EB56                | 12 marzo 2007     | Mt. Lemmon Survey                 |
| 444697 - | 2007 EX67                | 17 febbraio 2007  | Spacewatch                        |
| 444698 - | 2007 EX69                | 10 marzo 2007     | Spacewatch                        |
| 444699 - | 2007 EA77                | 10 marzo 2007     | Mt. Lemmon Survey                 |
| 444700 - | 2007 EY80                | 7 febbraio 2007   | Mt. Lemmon Survey                 |

## 444701-444800
| Nome     | Designazione provvisoria | Data di scoperta  | Scopritore        |
| -------- | ------------------------ | ----------------- | ----------------- |
| 444701 - | 2007 EZ81                | 11 marzo 2007     | Mt. Lemmon Survey |
| 444702 - | 2007 EG89                | 28 gennaio 2007   | Mt. Lemmon Survey |
| 444703 - | 2007 EY95                | 10 marzo 2007     | Mt. Lemmon Survey |
| 444704 - | 2007 EA121               | 25 febbraio 2007  | Mt. Lemmon Survey |
| 444705 - | 2007 EX126               | 9 marzo 2007      | Mt. Lemmon Survey |
| 444706 - | 2007 EW127               | 9 marzo 2007      | Mt. Lemmon Survey |
| 444707 - | 2007 EA132               | 9 marzo 2007      | Mt. Lemmon Survey |
| 444708 - | 2007 EJ133               | 9 marzo 2007      | Mt. Lemmon Survey |
| 444709 - | 2007 EJ140               | 17 febbraio 2007  | Mt. Lemmon Survey |
| 444710 - | 2007 EV140               | 12 marzo 2007     | Spacewatch        |
| 444711 - | 2007 EG151               | 26 febbraio 2007  | Mt. Lemmon Survey |
| 444712 - | 2007 ES161               | 6 febbraio 2007   | Mt. Lemmon Survey |
| 444713 - | 2007 EE186               | 23 febbraio 2007  | Spacewatch        |
| 444714 - | 2007 EH190               | 13 marzo 2007     | Mt. Lemmon Survey |
| 444715 - | 2007 EV190               | 13 marzo 2007     | Spacewatch        |
| 444716 - | 2007 ES194               | 15 marzo 2007     | Spacewatch        |
| 444717 - | 2007 EU210               | 9 febbraio 2007   | Spacewatch        |
| 444718 - | 2007 EG216               | 13 marzo 2007     | CSS               |
| 444719 - | 2007 EE221               | 13 marzo 2007     | Mt. Lemmon Survey |
| 444720 - | 2007 FP                  | 16 marzo 2007     | Mt. Lemmon Survey |
| 444721 - | 2007 FP1                 | 23 febbraio 2007  | Spacewatch        |
| 444722 - | 2007 FQ6                 | 16 marzo 2007     | Mt. Lemmon Survey |
| 444723 - | 2007 FA16                | 13 marzo 2007     | CSS               |
| 444724 - | 2007 FM16                | 20 marzo 2007     | Mt. Lemmon Survey |
| 444725 - | 2007 FA20                | 11 marzo 2007     | Mt. Lemmon Survey |
| 444726 - | 2007 FY25                | 25 febbraio 2007  | Spacewatch        |
| 444727 - | 2007 FN27                | 23 febbraio 2007  | Spacewatch        |
| 444728 - | 2007 FO47                | 26 marzo 2007     | Spacewatch        |
| 444729 - | 2007 FQ48                | 26 marzo 2007     | Mt. Lemmon Survey |
| 444730 - | 2007 GT10                | 11 marzo 2007     | Spacewatch        |
| 444731 - | 2007 GS17                | 11 aprile 2007    | Spacewatch        |
| 444732 - | 2007 GC29                | 26 marzo 2007     | Mt. Lemmon Survey |
| 444733 - | 2007 GT31                | 15 aprile 2007    | Mt. Lemmon Survey |
| 444734 - | 2007 GG46                | 14 aprile 2007    | Spacewatch        |
| 444735 - | 2007 GB70                | 26 marzo 2007     | Spacewatch        |
| 444736 - | 2007 HY12                | 16 aprile 2007    | CSS               |
| 444737 - | 2007 HO26                | 18 aprile 2007    | Mt. Lemmon Survey |
| 444738 - | 2007 HT44                | 13 marzo 2007     | Mt. Lemmon Survey |
| 444739 - | 2007 HE48                | 5 ottobre 2004    | Spacewatch        |
| 444740 - | 2007 HM74                | 22 aprile 2007    | Spacewatch        |
| 444741 - | 2007 HU88                | 22 aprile 2007    | Spacewatch        |
| 444742 - | 2007 HJ93                | 11 marzo 2007     | Spacewatch        |
| 444743 - | 2007 HO93                | 16 marzo 2007     | Mt. Lemmon Survey |
| 444744 - | 2007 JP40                | 18 aprile 2007    | Spacewatch        |
| 444745 - | 2007 JF43                | 10 maggio 2007    | Palomar           |
| 444746 - | 2007 LR9                 | 26 maggio 2007    | Mt. Lemmon Survey |
| 444747 - | 2007 LW26                | 26 aprile 2007    | Mt. Lemmon Survey |
| 444748 - | 2007 MB19                | 21 giugno 2007    | Mt. Lemmon Survey |
| 444749 - | 2007 QU10                | 23 agosto 2007    | Spacewatch        |
| 444750 - | 2007 QL15                | 24 agosto 2007    | Spacewatch        |
| 444751 - | 2007 RZ33                | 5 settembre 2007  | CSS               |
| 444752 - | 2007 RW34                | 6 settembre 2007  | LONEOS            |
| 444753 - | 2007 RP37                | 8 settembre 2007  | LONEOS            |
| 444754 - | 2007 RD105               | 11 settembre 2007 | Mt. Lemmon Survey |
| 444755 - | 2007 RS116               | 11 settembre 2007 | Spacewatch        |
| 444756 - | 2007 RP132               | 14 settembre 2007 | CSS               |
| 444757 - | 2007 RL148               | 12 settembre 2007 | CSS               |
| 444758 - | 2007 RP150               | 15 settembre 2007 | LINEAR            |
| 444759 - | 2007 RK175               | 10 settembre 2007 | Spacewatch        |
| 444760 - | 2007 RS187               | 13 settembre 2007 | CSS               |
| 444761 - | 2007 RK195               | 12 settembre 2007 | Spacewatch        |
| 444762 - | 2007 RC220               | 14 settembre 2007 | Mt. Lemmon Survey |
| 444763 - | 2007 RN227               | 10 settembre 2007 | Spacewatch        |
| 444764 - | 2007 RH253               | 13 settembre 2007 | Mt. Lemmon Survey |
| 444765 - | 2007 RR259               | 14 settembre 2007 | Mt. Lemmon Survey |
| 444766 - | 2007 RS259               | 14 settembre 2007 | Mt. Lemmon Survey |
| 444767 - | 2007 RT262               | 15 settembre 2007 | Spacewatch        |
| 444768 - | 2007 RG270               | 15 settembre 2007 | Mt. Lemmon Survey |
| 444769 - | 2007 RR273               | 15 settembre 2007 | Spacewatch        |
| 444770 - | 2007 RV291               | 12 settembre 2007 | Mt. Lemmon Survey |
| 444771 - | 2007 RX308               | 9 settembre 2007  | Spacewatch        |
| 444772 - | 2007 RE313               | 5 settembre 2007  | Mt. Lemmon Survey |
| 444773 - | 2007 SC21                | 18 settembre 2007 | CSS               |
| 444774 - | 2007 TV10                | 6 ottobre 2007    | LINEAR            |
| 444775 - | 2007 TM16                | 7 ottobre 2007    | LINEAR            |
| 444776 - | 2007 TR23                | 12 settembre 2007 | CSS               |
| 444777 - | 2007 TZ24                | 11 ottobre 2007   | CSS               |
| 444778 - | 2007 TY32                | 6 ottobre 2007    | Spacewatch        |
| 444779 - | 2007 TP36                | 4 ottobre 2007    | CSS               |
| 444780 - | 2007 TZ39                | 6 ottobre 2007    | Spacewatch        |
| 444781 - | 2007 TP46                | 18 settembre 2007 | Mt. Lemmon Survey |
| 444782 - | 2007 TC59                | 5 ottobre 2007    | Spacewatch        |
| 444783 - | 2007 TQ63                | 7 ottobre 2007    | Mt. Lemmon Survey |
| 444784 - | 2007 TC64                | 7 ottobre 2007    | Mt. Lemmon Survey |
| 444785 - | 2007 TZ82                | 8 ottobre 2007    | Mt. Lemmon Survey |
| 444786 - | 2007 TL85                | 8 ottobre 2007    | Mt. Lemmon Survey |
| 444787 - | 2007 TM106               | 4 ottobre 2007    | Spacewatch        |
| 444788 - | 2007 TN121               | 6 ottobre 2007    | Spacewatch        |
| 444789 - | 2007 TO124               | 6 ottobre 2007    | Spacewatch        |
| 444790 - | 2007 TO136               | 18 settembre 2007 | CSS               |
| 444791 - | 2007 TR160               | 8 settembre 2007  | CSS               |
| 444792 - | 2007 TK187               | 1º novembre 1999  | Spacewatch        |
| 444793 - | 2007 TB202               | 8 ottobre 2007    | Spacewatch        |
| 444794 - | 2007 TJ209               | 11 ottobre 2007   | Mt. Lemmon Survey |
| 444795 - | 2007 TR216               | 7 ottobre 2007    | Spacewatch        |
| 444796 - | 2007 TK227               | 8 ottobre 2007    | Spacewatch        |
| 444797 - | 2007 TV229               | 8 ottobre 2007    | Spacewatch        |
| 444798 - | 2007 TZ236               | 9 ottobre 2007    | Mt. Lemmon Survey |
| 444799 - | 2007 TA246               | 9 ottobre 2007    | Mt. Lemmon Survey |
| 444800 - | 2007 TX271               | 19 ottobre 2003   | Spacewatch        |

## 444801-444900
| Nome     | Designazione provvisoria | Data di scoperta  | Scopritore        |
| -------- | ------------------------ | ----------------- | ----------------- |
| 444801 - | 2007 TZ277               | 11 ottobre 2007   | Mt. Lemmon Survey |
| 444802 - | 2007 TP330               | 11 ottobre 2007   | Spacewatch        |
| 444803 - | 2007 TH356               | 12 ottobre 2007   | CSS               |
| 444804 - | 2007 TT398               | 15 ottobre 2007   | Spacewatch        |
| 444805 - | 2007 TP427               | 10 ottobre 2007   | Spacewatch        |
| 444806 - | 2007 TR427               | 10 ottobre 2007   | Spacewatch        |
| 444807 - | 2007 TQ440               | 14 settembre 2007 | Mt. Lemmon Survey |
| 444808 - | 2007 TR440               | 7 ottobre 2007    | CSS               |
| 444809 - | 2007 TT443               | 11 ottobre 2007   | CSS               |
| 444810 - | 2007 UT2                 | 8 settembre 2007  | CSS               |
| 444811 - | 2007 UD9                 | 17 ottobre 2007   | LONEOS            |
| 444812 - | 2007 UO10                | 18 ottobre 2007   | LONEOS            |
| 444813 - | 2007 UW12                | 8 agosto 2007     | LINEAR            |
| 444814 - | 2007 UB21                | 16 ottobre 2007   | Spacewatch        |
| 444815 - | 2007 UJ23                | 16 ottobre 2007   | Spacewatch        |
| 444816 - | 2007 UV23                | 8 ottobre 2007    | Mt. Lemmon Survey |
| 444817 - | 2007 UV33                | 16 ottobre 2007   | CSS               |
| 444818 - | 2007 UC52                | 10 settembre 2007 | Mt. Lemmon Survey |
| 444819 - | 2007 US67                | 18 ottobre 2007   | Mt. Lemmon Survey |
| 444820 - | 2007 UW77                | 18 ottobre 2007   | Spacewatch        |
| 444821 - | 2007 UO83                | 18 settembre 2007 | Mt. Lemmon Survey |
| 444822 - | 2007 UN86                | 16 ottobre 2007   | Spacewatch        |
| 444823 - | 2007 UC127               | 21 ottobre 2007   | Spacewatch        |
| 444824 - | 2007 UQ135               | 24 ottobre 2007   | Mt. Lemmon Survey |
| 444825 - | 2007 UJ136               | 16 ottobre 2007   | CSS               |
| 444826 - | 2007 UX137               | 18 ottobre 2007   | Spacewatch        |
| 444827 - | 2007 UM138               | 19 ottobre 2007   | CSS               |
| 444828 - | 2007 VH4                 | 2 novembre 2007   | CSS               |
| 444829 - | 2007 VB25                | 2 novembre 2007   | Mt. Lemmon Survey |
| 444830 - | 2007 VW38                | 2 novembre 2007   | CSS               |
| 444831 - | 2007 VE64                | 1º novembre 2007  | Spacewatch        |
| 444832 - | 2007 VP65                | 2 novembre 2007   | Spacewatch        |
| 444833 - | 2007 VF66                | 2 novembre 2007   | Spacewatch        |
| 444834 - | 2007 VF67                | 2 novembre 2007   | Spacewatch        |
| 444835 - | 2007 VJ72                | 16 ottobre 2007   | Mt. Lemmon Survey |
| 444836 - | 2007 VN77                | 12 ottobre 2007   | Spacewatch        |
| 444837 - | 2007 VM86                | 25 settembre 2007 | Mt. Lemmon Survey |
| 444838 - | 2007 VM87                | 2 novembre 2007   | LINEAR            |
| 444839 - | 2007 VW90                | 10 settembre 2007 | Mt. Lemmon Survey |
| 444840 - | 2007 VF92                | 8 novembre 2007   | LINEAR            |
| 444841 - | 2007 VK93                | 2 novembre 2007   | CSS               |
| 444842 - | 2007 VN97                | 1º novembre 2007  | Spacewatch        |
| 444843 - | 2007 VV98                | 2 novembre 2007   | Spacewatch        |
| 444844 - | 2007 VQ99                | 2 novembre 2007   | Spacewatch        |
| 444845 - | 2007 VN100               | 2 novembre 2007   | Spacewatch        |
| 444846 - | 2007 VW100               | 14 settembre 2007 | Mt. Lemmon Survey |
| 444847 - | 2007 VJ112               | 3 novembre 2007   | Spacewatch        |
| 444848 - | 2007 VM158               | 20 ottobre 2007   | Mt. Lemmon Survey |
| 444849 - | 2007 VW167               | 5 novembre 2007   | Spacewatch        |
| 444850 - | 2007 VU179               | 7 novembre 2007   | Mt. Lemmon Survey |
| 444851 - | 2007 VM185               | 9 ottobre 2007    | Mt. Lemmon Survey |
| 444852 - | 2007 VW185               | 30 ottobre 2007   | Spacewatch        |
| 444853 - | 2007 VM186               | 31 ottobre 2007   | Spacewatch        |
| 444854 - | 2007 VR188               | 11 novembre 2007  | BATTeRS           |
| 444855 - | 2007 VF201               | 8 ottobre 2007    | Mt. Lemmon Survey |
| 444856 - | 2007 VC203               | 8 ottobre 2007    | Mt. Lemmon Survey |
| 444857 - | 2007 VA215               | 1º novembre 2007  | Spacewatch        |
| 444858 - | 2007 VW219               | 9 novembre 2007   | Spacewatch        |
| 444859 - | 2007 VV230               | 14 settembre 2007 | Mt. Lemmon Survey |
| 444860 - | 2007 VJ235               | 24 agosto 2007    | Spacewatch        |
| 444861 - | 2007 VG240               | 5 ottobre 2007    | Spacewatch        |
| 444862 - | 2007 VK241               | 15 ottobre 2007   | Mt. Lemmon Survey |
| 444863 - | 2007 VQ242               | 3 novembre 2007   | CSS               |
| 444864 - | 2007 VL255               | 12 novembre 2007  | Mt. Lemmon Survey |
| 444865 - | 2007 VW255               | 13 novembre 2007  | Spacewatch        |
| 444866 - | 2007 VM257               | 14 ottobre 2007   | Mt. Lemmon Survey |
| 444867 - | 2007 VQ276               | 15 ottobre 2007   | Spacewatch        |
| 444868 - | 2007 VB277               | 14 novembre 2007  | Spacewatch        |
| 444869 - | 2007 VA278               | 14 novembre 2007  | Spacewatch        |
| 444870 - | 2007 VX298               | 11 novembre 2007  | CSS               |
| 444871 - | 2007 VB322               | 8 novembre 2007   | Mt. Lemmon Survey |
| 444872 - | 2007 VF327               | 6 novembre 2007   | Spacewatch        |
| 444873 - | 2007 VV328               | 9 novembre 2007   | Spacewatch        |
| 444874 - | 2007 VB329               | 12 novembre 2007  | Mt. Lemmon Survey |
| 444875 - | 2007 VV329               | 2 novembre 2007   | Spacewatch        |
| 444876 - | 2007 VL332               | 8 novembre 2007   | Spacewatch        |
| 444877 - | 2007 VC334               | 12 novembre 2007  | Mt. Lemmon Survey |
| 444878 - | 2007 WF                  | 6 novembre 2007   | Spacewatch        |
| 444879 - | 2007 WO7                 | 14 settembre 2007 | Mt. Lemmon Survey |
| 444880 - | 2007 WD8                 | 15 ottobre 2007   | LINEAR            |
| 444881 - | 2007 WL8                 | 7 novembre 2007   | LINEAR            |
| 444882 - | 2007 WN14                | 15 settembre 2007 | Mt. Lemmon Survey |
| 444883 - | 2007 WJ19                | 7 novembre 2007   | Spacewatch        |
| 444884 - | 2007 WO20                | 18 novembre 2007  | Mt. Lemmon Survey |
| 444885 - | 2007 WZ24                | 18 novembre 2007  | Mt. Lemmon Survey |
| 444886 - | 2007 WX37                | 18 novembre 2007  | LINEAR            |
| 444887 - | 2007 WO44                | 20 novembre 2007  | Mt. Lemmon Survey |
| 444888 - | 2007 WM54                | 18 novembre 2007  | Mt. Lemmon Survey |
| 444889 - | 2007 WU59                | 18 novembre 2007  | Mt. Lemmon Survey |
| 444890 - | 2007 WB60                | 20 novembre 2007  | Mt. Lemmon Survey |
| 444891 - | 2007 XX15                | 8 dicembre 2007   | OAM               |
| 444892 - | 2007 XF26                | 2 novembre 2007   | LINEAR            |
| 444893 - | 2007 XU27                | 14 dicembre 2007  | CSS               |
| 444894 - | 2007 XP34                | 2 novembre 2007   | Spacewatch        |
| 444895 - | 2007 XE43                | 15 dicembre 2007  | Spacewatch        |
| 444896 - | 2007 XS51                | 5 dicembre 2007   | Spacewatch        |
| 444897 - | 2007 XJ54                | 5 dicembre 2007   | Spacewatch        |
| 444898 - | 2007 XA57                | 4 dicembre 2007   | LINEAR            |
| 444899 - | 2007 XG58                | 5 novembre 2007   | Mt. Lemmon Survey |
| 444900 - | 2007 XJ59                | 15 dicembre 2007  | CSS               |

## 444901-445000
| Nome     | Designazione provvisoria | Data di scoperta  | Scopritore             |
| -------- | ------------------------ | ----------------- | ---------------------- |
| 444901 - | 2007 YM34                | 19 novembre 2007  | Spacewatch             |
| 444902 - | 2007 YY40                | 30 dicembre 2007  | CSS                    |
| 444903 - | 2007 YB51                | 28 dicembre 2007  | Spacewatch             |
| 444904 - | 2007 YK52                | 30 dicembre 2007  | Mt. Lemmon Survey      |
| 444905 - | 2007 YP52                | 2 novembre 2007   | Mt. Lemmon Survey      |
| 444906 - | 2007 YD53                | 30 dicembre 2007  | Spacewatch             |
| 444907 - | 2007 YE56                | 29 dicembre 2007  | LUSS                   |
| 444908 - | 2007 YF56                | 18 novembre 2007  | LINEAR                 |
| 444909 - | 2007 YV61                | 31 dicembre 2007  | Mt. Lemmon Survey      |
| 444910 - | 2007 YM64                | 18 dicembre 2007  | Spacewatch             |
| 444911 - | 2007 YT67                | 18 dicembre 2007  | Spacewatch             |
| 444912 - | 2008 AD5                 | 3 novembre 2007   | LINEAR                 |
| 444913 - | 2008 AT5                 | 10 settembre 2007 | Mt. Lemmon Survey      |
| 444914 - | 2008 AZ13                | 10 gennaio 2008   | Mt. Lemmon Survey      |
| 444915 - | 2008 AE18                | 30 dicembre 2007  | Mt. Lemmon Survey      |
| 444916 - | 2008 AB30                | 8 gennaio 2008    | Ries, W.               |
| 444917 - | 2008 AT41                | 10 gennaio 2008   | CSS                    |
| 444918 - | 2008 AT52                | 30 dicembre 2007  | Mt. Lemmon Survey      |
| 444919 - | 2008 AZ62                | 11 gennaio 2008   | Spacewatch             |
| 444920 - | 2008 AL63                | 11 novembre 2007  | Mt. Lemmon Survey      |
| 444921 - | 2008 AC92                | 3 novembre 2007   | Mt. Lemmon Survey      |
| 444922 - | 2008 AA98                | 14 gennaio 2008   | Spacewatch             |
| 444923 - | 2008 AK98                | 11 novembre 2007  | Mt. Lemmon Survey      |
| 444924 - | 2008 AT112               | 14 dicembre 2007  | Mt. Lemmon Survey      |
| 444925 - | 2008 AF116               | 11 gennaio 2008   | Mt. Lemmon Survey      |
| 444926 - | 2008 AK116               | 14 gennaio 2008   | Spacewatch             |
| 444927 - | 2008 AE117               | 3 gennaio 2008    | PMO NEO Survey Program |
| 444928 - | 2008 AB127               | 1º gennaio 2008   | Spacewatch             |
| 444929 - | 2008 AD138               | 15 gennaio 2008   | LINEAR                 |
| 444930 - | 2008 BM24                | 30 gennaio 2008   | CSS                    |
| 444931 - | 2008 BS32                | 8 novembre 2007   | Mt. Lemmon Survey      |
| 444932 - | 2008 BO34                | 30 gennaio 2008   | Spacewatch             |
| 444933 - | 2008 BA52                | 18 gennaio 2008   | Spacewatch             |
| 444934 - | 2008 BF53                | 19 gennaio 2008   | Mt. Lemmon Survey      |
| 444935 - | 2008 CQ1                 | 3 febbraio 2008   | Mt. Lemmon Survey      |
| 444936 - | 2008 CE3                 | 1º febbraio 2008  | LUSS                   |
| 444937 - | 2008 CD17                | 3 febbraio 2008   | Spacewatch             |
| 444938 - | 2008 CU23                | 1º febbraio 2008  | Spacewatch             |
| 444939 - | 2008 CW26                | 13 gennaio 2008   | Spacewatch             |
| 444940 - | 2008 CX40                | 2 febbraio 2008   | Spacewatch             |
| 444941 - | 2008 CF46                | 2 febbraio 2008   | Spacewatch             |
| 444942 - | 2008 CL48                | 14 dicembre 2007  | Mt. Lemmon Survey      |
| 444943 - | 2008 CX57                | 7 febbraio 2008   | Mt. Lemmon Survey      |
| 444944 - | 2008 CY60                | 7 febbraio 2008   | Mt. Lemmon Survey      |
| 444945 - | 2008 CG71                | 19 novembre 2007  | Mt. Lemmon Survey      |
| 444946 - | 2008 CP83                | 7 febbraio 2008   | Spacewatch             |
| 444947 - | 2008 CG92                | 8 febbraio 2008   | Spacewatch             |
| 444948 - | 2008 CD101               | 1º gennaio 2008   | Spacewatch             |
| 444949 - | 2008 CU107               | 9 febbraio 2008   | CSS                    |
| 444950 - | 2008 CZ107               | 9 febbraio 2008   | Spacewatch             |
| 444951 - | 2008 CT124               | 7 febbraio 2008   | Mt. Lemmon Survey      |
| 444952 - | 2008 CX138               | 8 febbraio 2008   | Spacewatch             |
| 444953 - | 2008 CW159               | 9 febbraio 2008   | Spacewatch             |
| 444954 - | 2008 CJ202               | 7 febbraio 2008   | Spacewatch             |
| 444955 - | 2008 CD204               | 2 febbraio 2008   | Mt. Lemmon Survey      |
| 444956 - | 2008 CH204               | 13 febbraio 2008  | Mt. Lemmon Survey      |
| 444957 - | 2008 CD209               | 1º febbraio 2008  | Spacewatch             |
| 444958 - | 2008 DS8                 | 25 febbraio 2008  | Mt. Lemmon Survey      |
| 444959 - | 2008 DX17                | 26 febbraio 2008  | Mt. Lemmon Survey      |
| 444960 - | 2008 DV25                | 29 febbraio 2008  | PMO NEO Survey Program |
| 444961 - | 2008 DP44                | 10 febbraio 2008  | Spacewatch             |
| 444962 - | 2008 DG48                | 28 febbraio 2008  | Mt. Lemmon Survey      |
| 444963 - | 2008 DX51                | 14 novembre 2007  | Mt. Lemmon Survey      |
| 444964 - | 2008 DX80                | 24 febbraio 2008  | Mt. Lemmon Survey      |
| 444965 - | 2008 DJ87                | 28 febbraio 2008  | Spacewatch             |
| 444966 - | 2008 DL87                | 28 febbraio 2008  | Spacewatch             |
| 444967 - | 2008 ER9                 | 1º marzo 2008     | Spacewatch             |
| 444968 - | 2008 EQ15                | 1º marzo 2008     | Spacewatch             |
| 444969 - | 2008 EO25                | 3 marzo 2008      | PMO NEO Survey Program |
| 444970 - | 2008 EL37                | 4 marzo 2008      | Spacewatch             |
| 444971 - | 2008 EF50                | 28 febbraio 2008  | Mt. Lemmon Survey      |
| 444972 - | 2008 EN56                | 24 febbraio 2008  | Mt. Lemmon Survey      |
| 444973 - | 2008 EX60                | 10 febbraio 2008  | Mt. Lemmon Survey      |
| 444974 - | 2008 EA65                | 12 febbraio 2008  | Mt. Lemmon Survey      |
| 444975 - | 2008 EL75                | 28 febbraio 2008  | Spacewatch             |
| 444976 - | 2008 EL77                | 28 febbraio 2008  | Spacewatch             |
| 444977 - | 2008 EH115               | 8 marzo 2008      | Spacewatch             |
| 444978 - | 2008 EW118               | 10 febbraio 2008  | Mt. Lemmon Survey      |
| 444979 - | 2008 EY152               | 11 marzo 2008     | Spacewatch             |
| 444980 - | 2008 EO161               | 8 marzo 2008      | Mt. Lemmon Survey      |
| 444981 - | 2008 ET161               | 10 marzo 2008     | Spacewatch             |
| 444982 - | 2008 EC168               | 10 marzo 2008     | Spacewatch             |
| 444983 - | 2008 FD12                | 2 febbraio 2008   | Spacewatch             |
| 444984 - | 2008 FR25                | 27 marzo 2008     | Spacewatch             |
| 444985 - | 2008 FR31                | 28 marzo 2008     | Mt. Lemmon Survey      |
| 444986 - | 2008 FV35                | 13 febbraio 2008  | Mt. Lemmon Survey      |
| 444987 - | 2008 FW51                | 8 marzo 2008      | Spacewatch             |
| 444988 - | 2008 FM82                | 27 marzo 2008     | Mt. Lemmon Survey      |
| 444989 - | 2008 FP90                | 29 marzo 2008     | Mt. Lemmon Survey      |
| 444990 - | 2008 FU98                | 30 marzo 2008     | Spacewatch             |
| 444991 - | 2008 FH116               | 31 marzo 2008     | Mt. Lemmon Survey      |
| 444992 - | 2008 FX121               | 31 marzo 2008     | Mt. Lemmon Survey      |
| 444993 - | 2008 GR4                 | 26 febbraio 2008  | Spacewatch             |
| 444994 - | 2008 GG29                | 1º ottobre 2000   | Spacewatch             |
| 444995 - | 2008 GV32                | 3 aprile 2008     | Spacewatch             |
| 444996 - | 2008 GV61                | 5 aprile 2008     | Mt. Lemmon Survey      |
| 444997 - | 2008 GW75                | 7 aprile 2008     | Mt. Lemmon Survey      |
| 444998 - | 2008 GR79                | 30 marzo 2008     | Spacewatch             |
| 444999 - | 2008 GG101               | 9 aprile 2008     | Spacewatch             |
| 445000 - | 2008 GX102               | 6 aprile 2008     | Spacewatch             |